# Petrus Fredenhielm
Petrus Fredenhielm, tidigare Grau, född 1634 i Runtuna socken, död 29 mars 1707. Han var en svensk häradshövding och president.

## Biografi
Fredenheilm föddes 1634 på kapellansgården i Runtuna socken. Han var son till komministern Jonas Grau och Anna Petridotter. Fredenhielm blev 1654 student vid Uppsala universitet. 1669 blev han president i Visby. Han var även häradshövding. Den 6 mars 1679 adlades  och introducerades han till Fredenhielm (nummer 1168). Fredenhielm var även Drottning Hedvig Eleonoras lagman i Lifgedinget och Vadstena län.

### Familj
Fredenhielm gifte sig 11 maj 1669 i Stockholm med Dorothea Vult (född 1652). Hon var dotter till Elias Vult och Juliana von Kothen. De fick tillsammans barnen (Elias Julius (född 1670), Pehr (född 1672) och Carl Gustaf (född 1674).